# Ostrov Koldun
Ostrov Koldun (Остров Колдун) è un film del 1964 diretto da Tat'jana Nikolaevna Lukaševič.